# Neligh (Nebraska)
Neligh – miasto w Stanach Zjednoczonych, w stanie Nebraska, siedziba administracyjna hrabstwa Antelope.